# Aslan Bschania

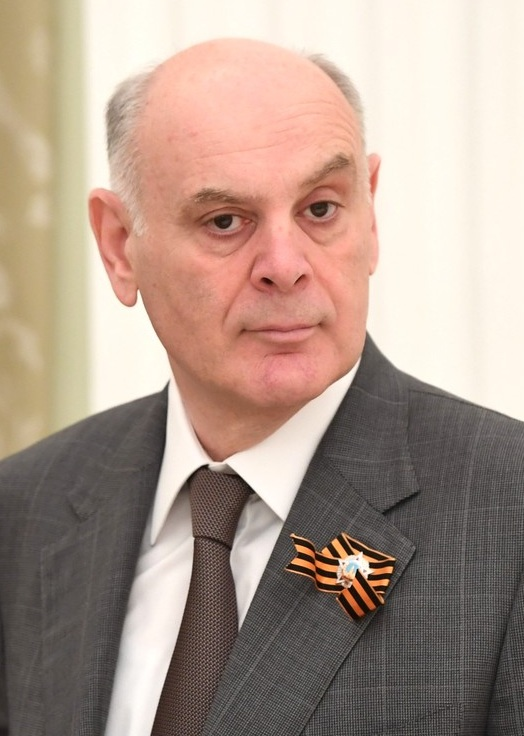
Aslan Bschania im Jahr 2020

Aslan Bschania (Abchasisch Аслан Гьаргь-иҧа Бжьаниа, Russisch Аслан Георгиевич Бжания; * 6. April 1958 in Tamysch, Abchasische ASSR, Georgische SSR, Sowjetunion) ist ein abchasischer Politiker. Von April 2020 bis November 2024 war er Präsident der kleinen, international kaum anerkannten Republik Abchasien in Georgien.

## Leben und Wirken
Bschania wurde in der Sowjetunion beim KGB ausgebildet. Im Krieg in Abchasien 1992–1993 diente er beim abchasischen KGB. Von 2010 bis 2014 – unter den Präsidenten Sergei Bagapsch und Alexander Ankwab – diente Bschania als Chef der abchasischen Geheimdienste. Danach trat er als Kandidat von Ankwabs Lager zu den Präsidentschaftswahlen an und galt als einer der Favoriten. Im Wahlkampf sprach er sich für die Wiedereröffnung der Transkaukasischen Eisenbahn aus. Mit 36,6 % der abgegebenen Stimmen erhielt er die zweitmeisten Stimmen.
Zu den Präsidentschaftswahlen 2019 galt Bschania als Favorit, wurde aber nach dem Beginn des Wahlkampfes mit Vergiftungserscheinungen ins Krankenhaus eingeliefert.
Amtsinhaber Raul Chadschimba gewann daraufhin trotz schlechten Abschneidens in der ersten Runde überraschend die Wahlen.
Wenige Monate danach kam es zu Unruhen und Chadschimba trat doch überraschend zurück. Es wurden Neuwahlen ausgerufen.
Im März 2020 gewann Bschania dann die wiederholten abchasischen Präsidentschaftswahlen. Im Wahlkampf hatte er dafür plädiert, neue Kommunikationskanäle mit Georgien zu etablieren. Auf einer Pressekonferenz nach der Verkündung der Wahlergebnisse schlug er Alexander Ankwab als neuen Premierminister vor.
Bschania sprach sich kurz nach seiner Wahl für einen direkten Dialog mit Georgien aus.
Im Dezember 2020 führte er eine neue Außenpolitikstrategie per Erlass ein, in welcher eine „Normalisierung der Beziehungen mit Georgien“ als Ziel niedergeschrieben war.
Im Mai 2021 – nach Druck aus der Opposition – ließ er per Dekret die Passage mit dem separaten Dialogformat mit Georgien wieder aus der Außenpolitikstrategie streichen.
Bei der Parlamentswahl in Abchasien 2022 erhielten seine Anhänger eine Mehrheit der Plätze in der Volksversammlung.
Aslan Bschania schloss im November 2023 mit Russland ein Abkommen über die Einrichtung eines ständigen Stützpunktes der russischen Marine in der Region Otschamtschire ab.
Nach wochenlangen Protesten gegen ein geplantes Investitionsabkommen mit Russland trat Bschania am 19. November 2024 von seinem Amt zurück.